# Sancti Spíritus (provincie)
Sancti Spíritus is een van de vijftien provincies van Cuba, gelegen aan de zuidkust van het eiland Cuba. De naam van de provincie is afgeleid van die van de hoofdstad Sancti Spíritus en is Latijn (genitief) voor Heilige Geest.
De provincie bestrijkt een oppervlakte van 6800 km², ruim zes procent van het Cubaanse grondgebied. Met een inwonertal van 466.000 mensen (2015) is Sancti Spíritus de op twee na minst volkrijke provincie van Cuba. Ruim vier procent van de inwoners van Cuba woont er
Een andere belangrijke stad naast de provinciehoofdstad is Trinidad; deze stad staat vermeld op de Werelderfgoedlijst van UNESCO. Trinidad trekt veel toeristen en is daarmee een belangrijke inkomstenbron voor de provincie. Verder teelt men suikerriet, tabak en rijst en is er veeteelt.
De zuidkust van de provincie is vlak, met in het zuidoosten mangroves en moerassen. Het westen van de provincie is bergachtig.

## Gemeenten
De provincie bestaat uit acht gemeenten:

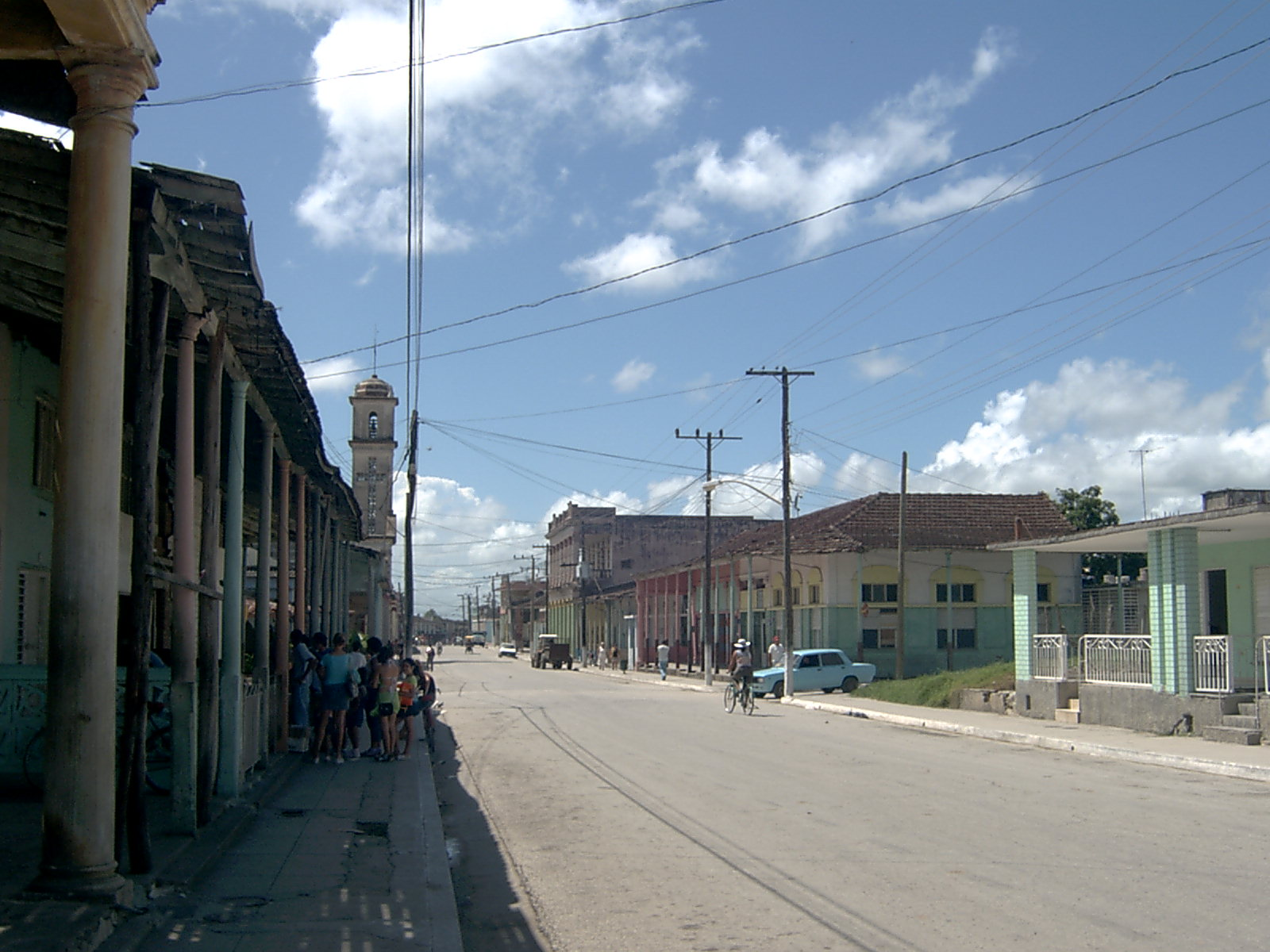
Straat in Cabaiguán

- Cabaiguán
- Fomento
- Jatibonico
- La Sierpe (Cuba)
- Sancti Spíritus
- Taguasco
- Trinidad
- Yaguajay

Artemisa · Camagüey · Ciego de Ávila · Cienfuegos · Guantánamo · Granma · Havana · Holguín · Las Tunas · Matanzas · Mayabeque · Pinar del Río · Sancti Spíritus · Santiago de Cuba · Villa Clara